# Неужели никто больше не краснеет?
Неужели никто больше не краснеет? (англ. Doesn't Anyone Blush Anymore?) — книга о любви и близости, написанная раввином Манисом Фридманом, хасидским писателем и лектором Хабада. Фридман утверждает, что традиционные еврейские ценности и обычаи, касающиеся интимной жизни, которые практикуются многими ортодоксальными евреями, актуальны для широкой общественности. Название книги подчёркивает мнение некоторых людей о том, что навязывание крайних светских сексуальных ценностей «лишило» многих американских детей их нормальных сексуальных наклонностей. Фридман подчёркивает ответственность человека вести себя соответствующим образом в интимных ситуациях. 

## Концепции

### Два типа любви
Фридман различает «пламенную любовь» между супругами и «спокойную любовь» между братьями, сёстрами и другими членами семьи. По мнению Фридмана, любовь между супругами должна преодолевать различия между двумя сторонами, порождая большую интенсивность в отношениях. Напротив, любовь между другими членами семьи основывается на общности, разделяемой обеими сторонами. Фридман далее утверждает, что муж и жена, мужчина и женщина, по сути, всегда остаются чужими; по этой причине приобретённая любовь в отношениях никогда не бывает полностью последовательной.

### Детская интуиция
По словам Фридмана, маленький ребёнок, оказавшийся в сложной ситуации с хищным взрослым, может быть беспомощен и не в состоянии предотвратить негативный исход, но интуитивно осознаёт нескромность и неуместность поведения взрослого.

## Цитаты
«Если вы пользуетесь преимуществами брака, будучи одиноким, вы, скорее всего, воспользуетесь преимуществами одиночества, будучи женатым».

## Публикация
Книга Фридмана была первоначально опубликована издательством HarperCollins под названием «Никто больше не краснеет? Возвращение интимности, скромности и сексуальности» (англ. Doesn't Anyone Blush Anymore? Reclaiming Intimacy, Modesty, and Sexuality). Более поздние издания других издательств выходили с другим подзаголовком: «Никто больше не краснеет? Любовь, близость и искусство брака» (англ. Doesn't Anyone Blush Anymore? Love, Intimacy and the Art of Marriage).